# مسعود یوسف
مسعود یوسف شوردزی؛ (زاده ۲۷ اکتبر ۲۰۰۰) بازیکن فوتسال اهل ایران است که برای گیتی‌پسند و تیم ملی ایران بازی می‌کند.

## زندگی شخصی
وی در خانواده ای اهل اصفهان چشم به جهان گشود. در دوران کودکی اشتیاق فراوانی به فعالیت‌های ورزشی داشت و همین مسئله باعث شد تا از طریق پایگاه‌های استعداد یابی باشگاه سپاهان اصفهان وارد دنیای ورزش شود، یوسف تا پایان دوره ابتدایی فوتبال بازی می‌کرد و سپس وارد تیم فوتسال دانش‌آموزی استان شده و بعد از آن مسیر حرفه ای خود را با حضور در تیم بایاب اصفهان آغاز کرد.

## افتخارات
باشگاهی:
- پدیده لیگ ۱ بزرگسالان کشور سال ۹۷(صدرا شیراز)
- مقام قهرمانی لیگ برتر امید سال ۹۸(گیتی پسند)
- نایب قهرمانی لیگ برتر امید سال۹۹(گیتی پسند)
- نایب قهرمانی لیگ برتر بزرگسالان سال ۹۸(گیتی پسند)
- نایب قهرمانی لیگ برتر بزرگسالان سال ۹۹(گیتی پسند)
- قهرمانی لیگ برتر بزرگسالان سال ۱۴۰۰(گیتی پسند)
- نایب قهرمانی لیگ برتر بزرگسالان سال ۱۴۰۱(گیتی پسند)
- قهرمانی لیگ برتر بزرگسالان سال ۱۴۰۲(گیتی پسند)[۴][۵]

ملی:
- قهرمانی تورنمنت ایتالیا با تیم ملی جوانان ۲۰۱۸[۶]
- مقام سومی تورنمنت چین تایپه با تیم ملی امید ۲۰۱۹[۷]
- مقام سومی جام ملت‌های آسیا تبریز ۲۰۱۹[۸]
- حضور در مقدماتی جام ملت‌های آسیا با تیم ملی بزرگسالان ۲۰۲۱(قرقیزستان)
- قهرمانی مسابقات کافا با تیم ملی امید (تاجیکستان)[۹]
- قهرمانی جام ملت‌های فوتسال آسیا ۲۰۲۴ (تایلند)[۱۰]